# 불법 벌목

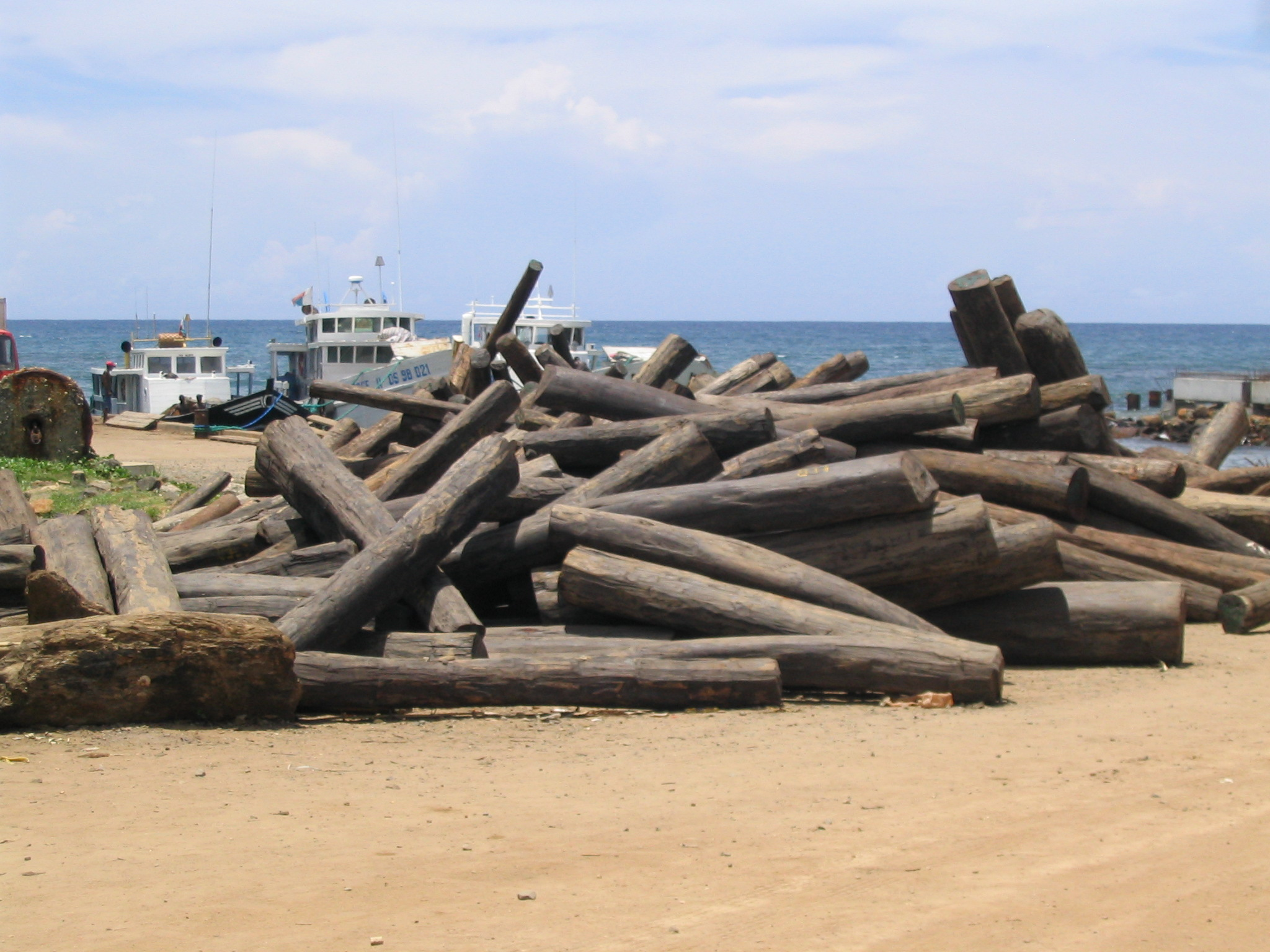

불법 벌목(illegal logging) 또는 불법 벌채는 법을 위반하여 재목을 수확, 운송, 구매 또는 판매하는 것이다. 숲에 접근하기 위해 부패한 수단을 사용하는 것을 포함하여 수확 절차 자체가 불법일 수 있다. 허가 없이 추출하거나 보호 구역에서 추출하는 행위, 보호종의 절단, 또는 합의된 한도를 초과하는 목재 추출도 이에 속한다. 불법 벌목은 삼림 벌채, 토양 침식, 생물 다양성 손실 등 다양한 환경 문제를 일으키는 원동력이며, 이는 기후 변화 및 기타 형태의 환경 파괴와 같은 대규모 환경 위기를 초래할 수 있다.
불법 가공 및 수출(세관에 대한 허위 신고를 통해) 등 운송 중에도 불법이 발생할 수 있다. 세금 및 기타 비용 회피, 사기 인증이 그것이다. 이러한 행위를 흔히 "목재 세탁"(wood laundering)이라고 한다.
불법 벌목은 원자재 수요, 토지 수탈, 가축 목초지 수요 등 다양한 경제적 요인에 의해 발생한다. 규제 및 예방은 환경 보호 강화를 통해 공급 규모와 수요 측면(예: 국제 목재 산업의 일부로서 증가하는 무역 규제) 모두에서 발생할 수 있다.

## 같이 보기
- 도로생태학